# Slot Berne

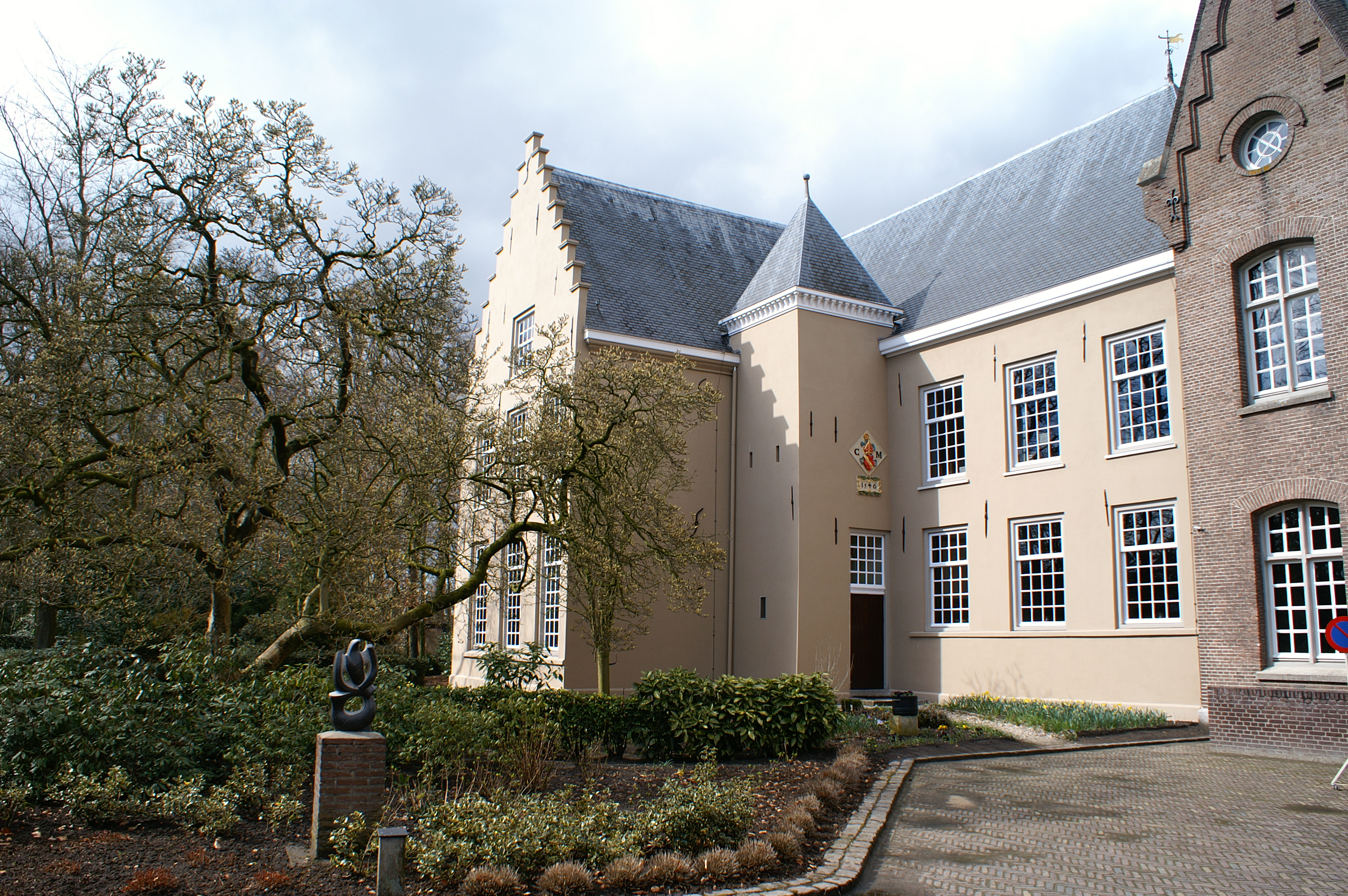
Slot Berne

Slot Berne is de naam van een slotje te Heeswijk dat uiteindelijk deel zou gaan uitmaken van de Abdij van Berne.
Het is gebouwd op de plaats waar eertijds Hoeve Bernhese stond, een in 1196 aan de Abdij geschonken hoeve die als uithof fungeerde. De abt Koenraad van Malsen gebruikte het sinds 1543 als speelhuis. Toen zal het slotje gebouwd zijn, want boven de deur van het slotje prijkt het jaartal 1546. Het slotje was gebouwd van baksteen rond een kleine binnenplaats. Het had trapgevels en was omgeven door brede grachten. De slotkapel op de bovenverdieping werd omstreeks 1838 afgebroken, terwijl een nieuwe kapel werd ingericht. De westelijke helft van het gebouw bevat mogelijk nog 12e-eeuwse elementen.
De abdij, die zich toen nog te Bern bevond, werd in 1572 door de Geuzen overvallen: De geusen quamen daerin ende verdestrueerden ende vernieldet al. Een groot deel van het archief ging verloren, de monniken vluchtten naar hun refugie te 's-Hertogenbosch en de abdij werd in 1579 in brand gestoken. De monniken trokken verder naar hun proosdij te Maarsbergen. Van 1623-1629 verkeerden ze weer in 's-Hertogenbosch. Na de val van 's-Hertogenbosch kreeg de abt toestemming van Frederik Hendrik om op Slot Berne te wonen. De monniken werden niet, zoals andere katholieke geestelijken, uit de Meierij van 's-Hertogenbosch verbannen, en ze konden in het slotje wonen, maar dit had geen mogelijkheden. Zij kochten een refugie in Vilvoorde en in 1657 ging ook de abt daar wonen.
Toen echter tegen het einde van de 18e eeuw de Fransen de Oostenrijkse Nederlanden binnenvielen werden de monniken ook uit Vilvoorde verdreven. De prelaat vluchtte naar Slot Berne en er ontstonden plannen om hier weer een klooster te bouwen: De huidige Abdij van Berne.
Dit gebeurde pas in en na 1857, waardoor een aaneenrijging van gebouwen van zeer uiteenlopende grootte en stijl ontstond.